# تقاطع طرق

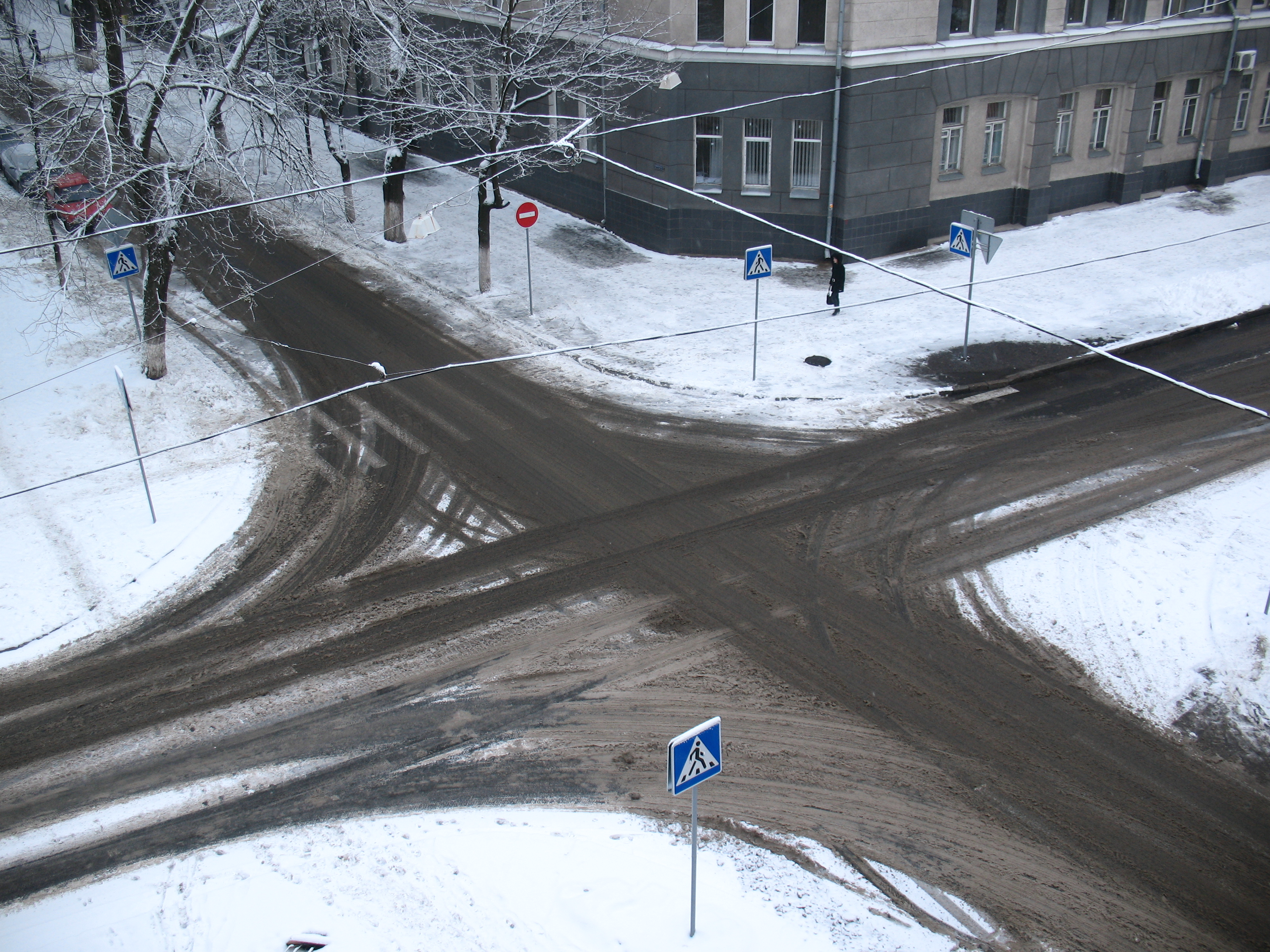

تقاطع الطرق أو التقاطع المروري أو مفترق الطرق أو المفرق هو التقاء طريق بآخر سطحيا (على نفس المستوى)، بخلاف مبدل الطرق [الإنجليزية] الذي تلتقي فيه الطرق على مستويات مختلفة دون تقاطعها.

## الاسم القديم
قال الجاحظ وأهل البصرة إذا التقت أربع طرق يسمونها مربعة.